# Jürgen Schröter (Leichtathlet)
Jürgen Schröter (* 24. April 1943) ist ein ehemaliger deutscher Sprinter.
1966 wurde er bei den Deutschen Hallenmeisterschaften Dritter über 50 Meter. Bei den Europäischen Hallenspielen in Dortmund wurde er Vierter über 60 Meter und siegte in der 1600-Meter-Staffel.
Jürgen Schröter startete für den SC Charlottenburg.

## Persönliche Bestzeiten
- 100 m: 10,2 s, 29. Juni 1965, Zürich
- 200 m: 20,7 s, 29. Juni 1965, Zürich